# مايكل وارين
ميخائيل ارين (بالإنجليزية: Michael Warren)‏ هو لاعب كرة سلة وممثل أمريكي، ولد في 5 مارس 1946 في الولايات المتحدة.

## أعمال

### أفلام
- (1972) الفراشات حرة

### مسلسلات
- جاغ

## وصلات خارجية
- ميخائيل ارين على موقع IMDb (الإنجليزية)
- ميخائيل ارين على موقع ألو سيني (الفرنسية)
- ميخائيل ارين على موقع أول موفي (الإنجليزية)
- ميخائيل ارين على موقع أول موفي (الإنجليزية)
- ميخائيل ارين على موقع قاعدة بيانات الأفلام السويدية (السويدية)
- ميخائيل ارين على موقع إن إن دي بي (الإنجليزية)
- ميخائيل ارين على موقع قاعدة بيانات الفيلم (الإنجليزية)
- ميخائيل ارين على موقع كينوبويسك (الروسية)